# Gaye Turgut Evin
Gaye Turgut Evin (* 1. Juni 1987 in Istanbul als Gaye Turgut) ist eine türkische Schauspielerin.

## Leben und Karriere
Turgut wurde am 1. Juni 1987 in Istanbul geboren. Sie studierte an der Beykent Üniversitesi. Ihr Debüt gab sie 2002 in der Fernsehserie Sevgi Ana. Danach spielte sie in der Serie Her Halimle Sev Beni mit. Anschließend wurde sie für den Film 72. Koğuş gecastet. Von 2012 bis 2017 bekam sie in der Serie Beni Affet die Hauptrolle. 2013 heiratete sie den türkischen Schauspieler Deniz Evin. Zwischen 2017 und 2020 trat sie in Savaşçı auf.

## Filmografie
Filme
- 2010: 72. Koğuş
- 2019: Ne Olur Gitme

Serien
- 2002: Sevgi Ana
- 2005: Beşinci Boyut
- 2008: Her Halimle Sev Beni
- 2010: Kanıt
- 2010: Yahşi Cazibe
- 2010: Türk Malı
- 2011: Yamak Ahmet
- 2011–2017: Beni Affet
- 2017–2020: Savaşçı
- 2020: Tövbeler Olsun